# Coppa dell'Imperatore 1972
La Coppa dell'Imperatore 1972 è stata la cinquantaduesima edizione della coppa nazionale giapponese di calcio.

## Formula
La principale modifica apportata al formato del torneo riguarda i criteri di ammissione delle squadre: il lotto delle partecipanti viene allargato a 24, con 16 squadre scelte tra nove regioni più le otto partecipanti al primo raggruppamento della Japan Soccer League. La formula ad eliminazione diretta viene confermata, con l'introduzione di due turni preliminari e dei tiri di rigore per risolvere situazioni di parità protrattesi dopo i tempi supplementari.

## Squadre partecipanti
Japan Soccer League
- Hitachi
- Yanmar Diesel
- Toyo Kogyo
- Mitsubishi HI
- Nippon Kokan
- Nippon Steel
- Furukawa Electric
- Towa Real Estate

Squadre regionali
- Dainichi Densen (Kinki)
- Chūō Daigaku (Kantō)
- Eidai Sangyo (Chūgoku)
- Fukuoka Daigaku (Kyūshū)
- Keiō Gijuku Daigaku (Kantō)
- Kofu Club (Chūbu)
- Nippon Light Metal (Kantō)
- Nippon Steel Kamaishi (Tohoku)
- Nippon Steel Muroran (Hokkaidō)
- NTTPC Kinki (Kinki)
- Osaka Shodai (Kinki)
- Tanabe Pharma (Kansai)
- Teijin Matsuyama (Shikoku)
- Toyama Club (Chūbu)
- Toyota Motors (Tōkai)
- Waseda Daigaku (Kantō)

## Date
Gli incontri di semifinale e la finale si sono svolti al National Stadium di Tokyo.
| Turno            | Data             |                 |
| ---------------- | ---------------- | --------------- |
| Primo turno      | 10 dicembre 1972 |                 |
| Secondo turno    | 17 dicembre 1972 |                 |
| Quarti di finale | 24 dicembre 1972 |                 |
| Semifinali       | 30 dicembre 1972 |                 |
| Finale           | 1º gennaio 1973  | 1º gennaio 1973 |

## Risultati

### Primo turno
| Squadra 1             | Risultato      | Squadra 2        |
| --------------------- | -------------- | ---------------- |
| Nippon Steel Muroran  | 1 - 4          | Kofu Club        |
| Nippon Steel Kamaishi | 1 - 3          | Chūō Daigaku     |
| Eidai Sangyo          | 3 - 1          | Osaka Shodai     |
| Dainichi Densen       | 3 - 2          | Fukuoka Daigaku  |
| Toyota Motors         | 3 - 1          | NTTPC Kinki      |
| Nippon Light Metal    | 3 - 2 (d.t.s.) | Waseda Daigaku   |
| Tanabe Pharma         | 3 - 1          | Teijin Matsuyama |
| Keiō Gijuku Daigaku   | 4 - 2          | Toyama Club      |

### Secondo turno
| Squadra 1         | Risultato | Squadra 2           |
| ----------------- | --------- | ------------------- |
| Hitachi           | 2 - 0     | Kofu Club           |
| Towa Real Estate  | 2 - 0     | Chūō Daigaku        |
| Nippon Kokan      | 3 - 1     | Eidai Sangyo        |
| Mitsubishi HI     | 9 - 0     | Dainichi Densen     |
| Nippon Steel      | 4 - 0     | Toyota Motors       |
| Toyo Kogyo        | 2 - 0     | Nippon Light Metal  |
| Furukawa Electric | 4 - 2     | Tanabe Pharma       |
| Yanmar Diesel     | 4 - 0     | Keiō Gijuku Daigaku |

### Quarti di finale
| Squadra 1         | Risultato            | Squadra 2        |
| ----------------- | -------------------- | ---------------- |
| Toyo Kogyo        | 2 - 2 5 - 4 (d.c.r.) | Nippon Steel     |
| Mitsubishi HI     | 0 - 3                | Nippon Kokan     |
| Hitachi           | 4 - 0                | Towa Real Estate |
| Furukawa Electric | 1 - 4                | Yanmar Diesel    |

### Semifinali
| Squadra 1     | Risultato | Squadra 2  |
| ------------- | --------- | ---------- |
| Yanmar Diesel | 1 - 0     | Toyo Kogyo |
| Nippon Kokan  | 0 - 2     | Hitachi    |

### Finale
| Tokyo 1º gennaio 1973 | Yanmar Diesel | 1 – 2 | Hitachi | National Stadium |